# Собор святого Бавона (Гарлем)
Собор святого Бавона (нід. Kathedrale Basiliek Sint Bavo) — католицька церква, що стоїть у місті Гарлемі (Нідерланди). 
Будувалася з 1885 — 1898 роках. Трансепт і нефи були облаштовані в 1902 — 1906 роках. Церква споруджувалася після відтворення в 1853 році римо-католицької дієцезії Гарлема-Амстердама замість колишнього єпархіального собору святого Бавона, який з 1578 року перебуває у власності Кальвіністської церкви. Спочатку планувалося, що проект нової церкви складе архітектор Пітер Кейперс, однак через вік той відмовився і довірив проектування своєму синові Йосипові Кейперсу, який побудував церкву неороманського стилю з елементами модернізму. У 1948 році папа римський Пій XII надав собору статус малої базиліки.
Собор святого Бавона є кафедральним собором дієцезії Гарлема-Амстердама. Названа на честь святого Бавона. 